# Marvin (film)
Marvin (v originále Marvin ou la Belle Éducation) je francouzský hraný film z roku 2017, který režírovala Anne Fontaine podle vlastního scénáře. Film zachycuje život studenta herectví, který se pomocí divadla vyrovnává se svými negativními zážitky z dětství. Snímek měl světovou premiéru na Mezinárodním filmovém festivalu v Benátkách 2. září 2017. V ČR byl uveden v roce 2018 na filmovém festivalu Febiofest.

## Děj
Marvin Bijoux studuje v Paříži herectví, píše si deník, ve kterém zachytává vzpomínky na své dětství na venkově. Ze svých zápisků hodlá napsat divadelní hru. Marvin vyrůstal v malé vesnici, kde byl jako dítě šikanován spolužáky a ani v rodině nenacházel zastání. Díky ředitelce školy objevil divadelní kroužek, ve kterém se může realizovat. Marvin se během studií seznamuje se starším Rolandem, díky kterému se spřátelí s herečkou  Isabelle Huppertovou, se kterou sehrají představení podle jeho divadelní hry. Hra má velký úspěch. Marvin si také změní jméno na Martin Clément, aby se definitivně odstřihl od své rodiny.

## Obsazení
| Finnegan Oldfield   | Marvin Bijoux/Martin Clément |
| Grégory Gadebois    | Dany Bijoux                  |
| Vincent Macaigne    | Abel Pinto                   |
| Catherine Salée     | Odile Bijoux                 |
| Jules Porier        | Marvin jako dítě             |
| Catherine Mouchet   | Madeleine Clément            |
| Charles Berling     | Roland                       |
| Isabelle Huppertová | sebe sama                    |
| Sharif Andoura      | Pierre                       |
| India Hair          | Vanessa                      |
| Cécile Rebboah      | paní Carolus                 |

## Ocenění
- Benátský filmový festival – Queer Lion
- César – nominace v kategorii nejslibnější herec (Finnegan Oldfield)